# Базалуки
Базавлуки (укр. Базавлуки) — село,
Дмитровский сельский совет,
Горишнеплавнинский городской совет,
Полтавская область,
Украина.
Код КОАТУУ — 5310290303. Население по переписи 2001 года составляло 51 человек .

## Географическое положение
Село Базавлуки находится на краю большого болота в 2,5 км от села Солонцы и в 4-х км от села Солоница (Козельщинский район).
Через село проходит автомобильная дорога М-22 (E 577).
Рядом проходит железная дорога, станция Беланы.